# Raoul Trujillo
Raoul Maximiano Trujillo de Chauvelon (Nuevo México, 8 de mayo de 1955) es un actor estadounidense, reconocido bailarín especialista en danzas aborígenes de EE. UU. y coreógrafo cuya actuación en la película  Apocalypto (2006) como el feroz guerrero Lobo Cero lo hizo mundialmente conocido.

## Biografía
Raoul Trujillo nació en Santa Fe, Nuevo México, Estados Unidos en 1955, y tiene un origen étnico muy variado pues posee ascendencia apache, ute, comanche, pueblo, tlaxcalteca, francesa.
Después de la secundaria Trujillo sirvió en el Ejército de los Estados Unidos en Alemania, posteriormente estudió en una universidad en California.
Inició su carrera artística a fines de la década de los 70 siéndole ofrecido un papel en la película Equus cuando oficiaba como instructor de esquí en Ski Valley Taos, Nuevo México.
Gracias a una beca en el Toronto Dance Theatre donde estudió baile, luego en New York estudió coreografía, sonido e iluminación en el Lance Lab Studio.
En la década de los 80 colaboró junto a Alejandro Roncería en coreografías de bailes nativos americanos en el Nikolais Dance Theatre, especializándose en esta área.
Entre 1987 y 1989 fue actor y coreógrafo de la American Indian Dance Theater, una compañía amerindia compuesta por cerca de treinta nativos americanos que exhibe las danzas tradicionales amerindias en sus producciones teatrales. The Shaman’s Journey fue la primera obra importante que Trujillo creó en solitario (una obra de coreografía y danza) la cual resultó todo un éxito.
A comienzos de los 90 comenzó a participar en series de TV apareciendo en Destiny Ridge, Black Fox, La Femme Nikita y Dancing, recibiendo nominaciones al premio Emmy por su trabajo en esta última. En el cine, ha aparecido interpretando a nativos amerindios en las películas Black Robe, Apocalypto del director Mel Gibson, Highlander III, El Nuevo Mundo entre otras. Con su papel del feroz guerrero maya Zero Wolf en Apolcalypto se hizo mundialmente famoso.
Trujillo además ha seguido compaginando su trabajo de coreógrafo, bailarín y actor en el Aboriginal Dance Training Institute con sede en Alberta, Canadá.

## Vida personal
Raoul Trujillo está casado con Isha Carey y vive en el norte de Nuevo México, en el remoto pueblo de Ojito.

## Filmografía
- Equus (1977)
- Scanners II: The New Order (1991) como Peter Drak
- Black Robe (1991) como Kiotseaton
- Clearcut (1991) como Eugene
- The Adjuster (1991) como Matthew
- Paris, France (1993)como Minter
- Fortitude Bay (1994)
- Highlander III: The Final Dimension (1994) como guerrero #1
- Black Fox and Black Fox: The Price of Peace (1995) como Running Dog
- Song of Hiawatha (1997)
- House of Frankenstein (1997) como Woody
- Waking up Horton (1998) como Horton
- La Femme Nikita (1999) como Chris Ferreira
- The Blue Butterfly (2004) como Alejo
- Frankenfish (2004) como Ricardo
- Into the West (2005) como Red Cloud
- The New World (2005) como Tomocomo
- Apocalypto (2006) como Zero Wolf
- Tin Man (2007) como Material (observador)
- True Blood (2008) como Longshadow
- In Plain Sight (2009) como Felix Calderon
- Triassic Attack (2010) como Dakota
- Cowboys & Aliens (2011) como Black Knife
- Moby Dick (2011) como Queequeg
- Neverland (2011) como Holy Man
- Riddick (película) (2013) como Lockspur
- Persecuted (2014) como Sr. Gray
- Blood Father (2016)
- Cold Pursuit (2019) como Thorpe
- America: The Motion Picture (2021) como Gerónimo
- ’’Blue Beetle (2023) como Conrad Carapax